# Medicinska katastrofa
Medicinska katastrofa ili zdravstvena katastrofa je svaki vanredni događaj u zdravstvenoj službi neke teritorije izazvan masovnom nesrećom, koji prouzrokuje smrt, ugrožava zdravlje stanovnišava u toliko velikom obimu, da on prevazilazi mogućnosti raspoloživih snaga i sredstava zdravstva te teritorije za njihovo zbrinjavanje. Do katastrofe dolazi kada se hazard (pretnja) realizuje ili postane manifestna, sa štetom koja nastaje kao posledica događaja i toliko je velika da lokalni mehanizmi za odgovor postaju nedovoljni, i potrebna je spoljašnja pomoć. 

## Definicije katastrofe i medicinske katastrofe
Definicija Svetske zdravstvene organizacije i Ujedinjenih nacija
Definiše katastrofu kao: kao rezultat obimnog ekološkog sloma u odnosu čoveka i okoline, ozbiljan i iznenadan (ili spor, kao kod suše) prekid u funkcionisanju u tolikoj meri da su pogođenoj zajednici potrebni vanredni napori da se s njima nosi, često uz spoljnu ili međunarodnu pomoć.
Definicija Pereza i Tompsona
Definiše katastrofu kao: događaj, rasprostranjene, znatne štete, povrede ili gubitka života ili imovine, s kojim se zajednica ne može nositi, i tokom koje dolazi do značajnog prekida u funkcionisanju pogođene zajednice.
Cuny-jeva definicija
Cuny u  енгл. Prehospital and Disaster Medicine definiše katastrofu kao: situaciju koja je rezultat prirodnog fenomena ili oružanog sukoba koja dovodi do stresa, povrede ljudi, materijalne štete i ekonomskog pada velikog obima.
Medicinska katastrofa
Najčešće primenjivana medicinska definicija katastrofe jest da je to događaj koji rezultuje brojem žrtava koj prevazilaze mogućnosti zdravstvenog sistema područja u kojem se događaj dogodio
- Zdravstvena katastrofa se odnosi na nemogućnost rada sistema javnog zdravstva i medicinske zaštite pojedinih žrtava.
- Medicinska katastrofa se odnosi na zdravstveni sistem ili nemogućnost zdravstvene zaštite za pojedinca kao rezultat novonastalog događaja.

## Hazard, rizik, događaj,šteta koju izaziva katastrofa
Hazard
Hazard je sve što predstavlja opasnost – prirodni fenomen, fenomen nastao ljudskim delovanjem, ili kombinacija oba fenomena, koji imaju potencijal za štetno delovanje na ljudsko zdravlje, imovinu, aktivnost, i/ili okolinu. 
Sa specifičnim hazardom (pretnjom)  ili kombinacijom hazarda bilo zbog prirodnog fenomena ili kao posledica ljudskog delovanja, povezane su sve katastrofe,do kojih dolazi kada je šteta koja nastaje kao posledica događaja toliko velika da lokalni mehanizmi za odgovor postaju nedovoljni, i potrebna je pomoć sastrane.
Rizik
Rizik, koji se odnosi na jedan specifični hazard je objektivna (matematički) ili subjektivna (induktivna) verovatnoća da će se nešto loše (negativno) dogoditi.
(npr verojatnoća zemljotresa u severnoj Europi je prilično niska u odnosu na Kaliforniju ili Tursku, ili verovatnoća da ciklon zadesi Indiju ili Središnju Ameriku je velika u odnosu na verovatnoću u Kanadi).
Događaj
Do događaja dolazi kada se hazard realizuje ili postaje manifestan. Tada on predstavlja događaj koji ima potencijal negativnog uticaja na živa bića i/ili njihovo okruženje
- Po karakteristikama — takvi događaji se međusobno razlikuju po tipu: nastajanja, intenziteta, trajanja, razmera i obima štete.
- Po vremenu nastanka — mogu biti: iznenadni, postupni, spori, ili odloženog nastanka.
- Po trajanju — može biti: kratkog, dugog, srednjeg, ili produženog trajanja. Događaji kratkog trajanja mogu trajati nekoliko sekundi ili minuta, i zato moraju biti u koreelaciji sa naglm nastupom (potresi, cunamiji, lavine, proklizavanja tla, vulkanske erupcije (koje mogu biti i prolongirane), itd). Događaji kratkog trajanja mogu se nastaviti u nekom obliku i nekoliko sati ili dana (npr tropski cikloni i poplave). Događaji srednjeg trajanja su: epidemije, toksična ili nuklearna kontaminacija, požari. Mogu trajati danima ili nededljama. Produženo trajanje dokgađaja koje može biti nekoliko meseci ili godina su: suše, glad, epidemije, nuklearna kontaminacija, itd.

Šteta
Šteta je negativan rezultat dejstva nekog događaja na društvo i njegovu sredinu. Događaji mogu dovesti do štete koja može i ne mora biti dovoljnog obima da bi dovela do katastrofe. 
Količina i karakter štete koja je rezultat događaja, uz mesto događaja, društvo, kulturu, nivo razvoja, i spremnosti određuju hoće li događaj dovesti do katastrofe ili ne.

## Epidemiologija nekih katastrofa
Samo u periodu od 1900. do 2013. godine dogodile su se 25.552 prirodne katastrofe.Od toga, najviše je bilo hidroloških, pa meteoroloških, geofizičkih, klimatskih i bioloških nepogoda. U njima je poginulo 65.009.766, povređeno 15.221.227, pogođeno 13.566.647.548 ljudi, bez doma je ostalo 337.112.287. Najviše poginulih ljudi (23.422.542) bilo je usled suša, povređenih (3.768.924) usled ekstremnih temperatura, pogođenih (6.872.264.928) usled poplava. Bez doma, najviše ljudi (176.755.739) je ostalo usled poplava. Najviša ukupna materijalna šteta (1.872.273.246) naneta je usled oluja, dok je broj pogođenih usled klizišta i odrona bio  (45.376). Bez doma, najmanje ljudi (0) je ostalo usled epidemija i infekcija insekata. Najmanja ukupna materijalna šteta (14.000) nastala je nakon epidemija.
Među povredama u masovnim katastrofama nastaja kraš sindrom koji je najčešći u toku zemljotresa, cunamia, lavina, ratnih dejstava, terorističkih dejstava i zadesnih industrijskih i saobraćajnik katastrofa, tokom kojih nastaju priklještenja ljudi.
|                       |                            |                     |                           |
| Udarni talas cunamijа | Priklještenja zemljotresom | Zatrpavanje lavinom | Masovno rušenje objekata. |

Prethodna iskustva sa zemljotresima koji su izazvali velika strukturna oštećenja, pokazala su da je;
- broj preživelih, izvučenih iz srušenih zgrada od 10 do 60%
- oko 20% preživelih upućuje se na bolničko lečenje
- incidenca kraš sindroma kod upućenih na bolničko lečenje je od 2 do 20%.
- oko 50% ili 1-10% od ukupnog broja priklještenih je sa znacima akutne bubrežna insuficijencije a kod preko 50% je potrebna fasciotomija
- oko 0,1 do 2% završava na dijalizi do kraja života,
- u preko 50% slučajeva kraš sindroma sa znacima akutne bubrežne insuficijencije sprovedena je dijaliza.
- najčešće pogođene regije tela kod kraš povreda su; donji udovi (oko 74%), gornji udovi (oko 10%), trup (9%)

Iskustva objavljena u Svetu prikazuju i sledeće podatke;
- Do 85% povređenih sa teškim povredama može doživeti određeni stepen rabdomiolize, a oko 15% bolesnika sa rabdomiolizom može doživeti akutnu bubrežnu insuficijenciju kao komplikaciju, mada brojke variraju između pojedinih studija.
- Rabdomioliza je značajan uzrok akutne bubrežna insuficijencija, i ona se javlja kod oko 25% slučajeva sa rabdomiolizom.[7]
- U 18-to godišnjoj studiji koja je obuhvatila period od 1988. - 2005. godine, kod 217.000 povređenih u raznim nesrećama u Svetu, kraš povrede zadobilo je 1900 lica. Od tog broja zbog rabdomiolize (praćenom akutnim zastojem bubrežne funkcije) dijalizi je podvrgnuto 1200 povređenih.[8]

## Zajedničke karakteristike masovnih nesreća
U zajedničke karakteristike svih masovnih nesreća koje rezultuju medicinskom katastrofom spadaju:
- Iznenadna pojava, sa ili bez prethodnog nagoveštaja.
- Nastanak dejstvom prirodnih sila ili ljudskog faktora.[9]
- Veliki ljudski gubici, praćeni masovnom pojavom poginulih, povređenih, obolelih, psihotraumatizovanih
- Velika materijalna šteta, često praćena i oštećenjem mediicinskih kapaciteta i sredstava.
- Raskorak između posledicamasovne nesreže i učinka snaga za spasavanje i zbrinjavanje koje su zbog ograničenih mogućnosti u disproporciji

## Kriterijumi za katastrofu i podela i vrste katastrofa
Događaj koji dovodi do velikog broja žrtava (masovna nesreća), može i ne mora predstavljati katastrofu. Ali ako lokalni resursi nisu dovoljni za zbrinjavanje broja ili vrste žrtava, i potrebna je medicinska spoljašnju pomoć, tada je događaj doveo do katastrofe. 
Prema danas ustaljenim kriterijumimima sve maovne katastrofe se razvrstavaju utri kategorije: prema broju poginulih, karakteru i posledicama i prema etiologiji. 
| Prirodne katastrofe    | - Atmosferske - Hidrosferske - Litosferske - Biosferske                                                   | - Vremenske nepogode - Poplave, lavine, morski talasi - Zemljotresi, vulkani, odroni, đumski požari. - Epidemije, suše, epizootije |
| Antropogene katastrofe | - Tehničko-tehnološke - Rudarske katastrofe - Požari - Saobraćajne nesreće - Radiološko-hemijske nesreće. | |
| Savremeni rat          | - Konvencionalni rat - Nuklearni, hemijski ili -biološki rat                                              | - Terorizam |

## Bitni organizacioni činioci u zbrinjavanju povređenih i obolelih tokom masovnih nesreća
U bitne činioce za brzo i uspešno zbrinjavanje što većeg broja povređenih, oboleelih i psihotraumatizovanih, i ublažavawe materijalnih posledica u masovnim nesrećama su:
- Dobra organizovanost, građana, društvenih organizacija i zdravstvene službe jednog regiona ili države, pre nastanka katastrofe. Ovo se postiže kroz unapred sačinjene planove na nivo: države (koja obrazuje kооrdinaciono telo vlade i ministarstvo za vanredne situacije) i lokalne uprave (savet za bezbednost, krizni štab, služba za vanredne situacije), za zbrinjavanje p/o u masovnim nesrećama.[12]
- Dobra edukacija svih službi koje se angažuju na jednoj teritoriji za slučaj masovnih nesreća
- Dobra saradnja svih subjekata uključenih u sistem otklanjanja posledica masovne katastrofe, na lokalnom, regionalnom i svetskom nivou
- Preko zajednice u kojoj žive ljudi u katastrofom zahvaćenog podrućja; sprečiti neželjene glasine kroz medijske izveštaje, poremećaje u radu različitih službi i svakodnevno zbivanje.

## Odgovor na katastrofu
Odgovor na katastrofu ima za cilj: 
- Ukloniti neželjena dejstva na zdravlje izazvane katastrofalnim događajem
- Utiecati na pretnju koja je dovela do događaja (smanjiti rizik za drugi događaj)
- Smanjiti vulnerabilnost (povećati otpornost) društva za buduće katastrofalne događaje
- Poboljšati spremnost za katastrofe kao odgovor na buduće događaje.

## Osnovna načela zbrinjavanje povređenih i obolelih u masovnim nesrećama
Medicinsko zbrinjavanje velikog broja povređenih i obolelih u masovnim nesrećama treba da se zasniva na sledećim načelima:
Primarno angažovaje medicinskih ekipa
Ovo načelo zasnovano je na pravovremenom angažovanju dovoljnog broja ekipe hitne medicinske pomoći, preventivnih mešovitih ekipa i pojedinačnih specijalističkih ekipa.
Trijaža povređenih i obolelih
U svim katastrofama uspeh zbrinjavanja u mnogome zavisi od organizovanja trijaže na mestu masovne nesreće. Trijaža treba biti stalna i stručna (razvrstavanje povređenih i obolelih, prema redosledu ukazivanja prve medicinske pomoći, hirurške pomoći), u kom cilju se formiraju privremeni prihvatni stacionari i organizovuje stalan i bezbedan transport (evakuaciju) povređenih, po mogućstvu vertikalnim transportom (helikopterima) koji je najefikasniji način evakuacijeje (zbog velike brzine evakuacije, pristupačnosti mestu masovne nesreće, konfora itd).
| CRVENI | I kategorija   | Neposredna intervencija | - Iako im je ugrožen život ova kategorija povređenih ima dobru prognozu - Pružiti im pravovremenu pomoć na mestu povređivanja. - Zahtevaju minimalno vreme i opremu za zbrinjavanje - Izuzetak mogu biti osobe sa povredom glave (koje ne reaguju na bol) i opečeni (sa obimnim i dubokim opekotinama)                                             |
| ŽUTI   | II kategorija  | Odložena intervencija   | - Povređeni su dovoljno stabilni da ne zahtevaju neodložno zbrinjavanje u cilju spašavanja života ili ekstremiteta - Ova kategorija povređenih može čekati hiruršku ili medicinsku intervenciju 2–4 sata |
| ZELENI | III kategorija | Minimalna intervencija  | - Lakše povređeni koji mogu čekati hirurško ili medicinsko zbrinjavanje duže od 4 sata - Ako postoje slobodni resursi osobe sa povredom glave i trupa mogu se razvrstati u crvenu trijažnu kategoriju |
| CRNI   | IV kategorija  | Na čekanju              | - Mrtve osobe - Osobe koje još pokazuju znakove života - Povređeni su sa velikim brojem teških povreda - Mala šansa za preživljavanje - Čekaju da se zbrinu povređeni sa boljom prognozom - Obezbediti povoljno okruženje povređenom za vreme čekanja na krajnji ishod - Odluku o formiranju ove kategorije donosi najiskusniji zdravstveni radnik |

Funkcionalna povezanost vojnog i civilnog zdravstva
Funkcionalnoj povezanosti sanitetske (vojne) i civilne (mirnodopske) zdravstvene službe, od izuternog je značaja ne semo u ratnim katastrofama već i u mirnodopskim uslovima.

## Spoljašnje veze
- Disaster and Military Medicine (језик: енглески)
- Centro di Ricerca in Medicina d'Emergenza e dei Disastri (Università del Piemonte Orientale) - CRIMEDIM (језик: италијански)
- Master Europeo in Medicina dei Disastri (језик: италијански)
- European Council for Disaster Medicine - ECDM (језик: енглески)

|  | Molimo Vas, obratite pažnju na važno upozorenje u vezi sa temama iz oblasti medicine (zdravlja). |